# 陶麟
陶麟（1473年—？），字仁夫，直隸蘇州府吳縣人，匠籍，明朝政治人物。

## 生平
正德二年（1507年）丁卯科應天府鄉試第四十七名舉人。正德六年（1511年）中式辛未科會試第二百五名，登第三甲第一百零三名進士。七年授奉化县知县。十一年正月选授南京河南道試监察御史，嘉靖初参与議大禮，嘉靖元年（1522年）五月升福建按察司佥事。

## 家族
曾祖陶永昌；祖父陶玉；父陶繼，母湯氏。永感下。